# Delicias (Chihuahua)
Ciudad Delicias is een stad in de Mexicaanse deelstaat Chihuahua. De plaats heeft ongeveer 100.000 inwoners (schatting 2007) en is de hoofdplaats van de gemeente Delicias.
Delicias is gesticht in 1933 en beweert de jongste stad van Mexico te zijn. De stad Delicias is planmatig aangelegd met als centrale punt de Círculo del Reloj. Het dambordpatroon van de stad wordt doorbroken door diagonaal aangelegde straten. Belangrijke verkeersassen zijn de Avenida Río Florido en de Avenida Río Conchos Norte, met loodrecht hierop de Avenida Río Chuviscar en de Avenida Río San Pedro Sur.
In de stad zijn er een honkbalstadion, een paleontologisch museum en een theater. De stad is erg druk en weinig toeristisch ontwikkeld.

## Geboren
- Eduardo Hernández (2001), muzikant